# Cimetière du Père-Lachaise

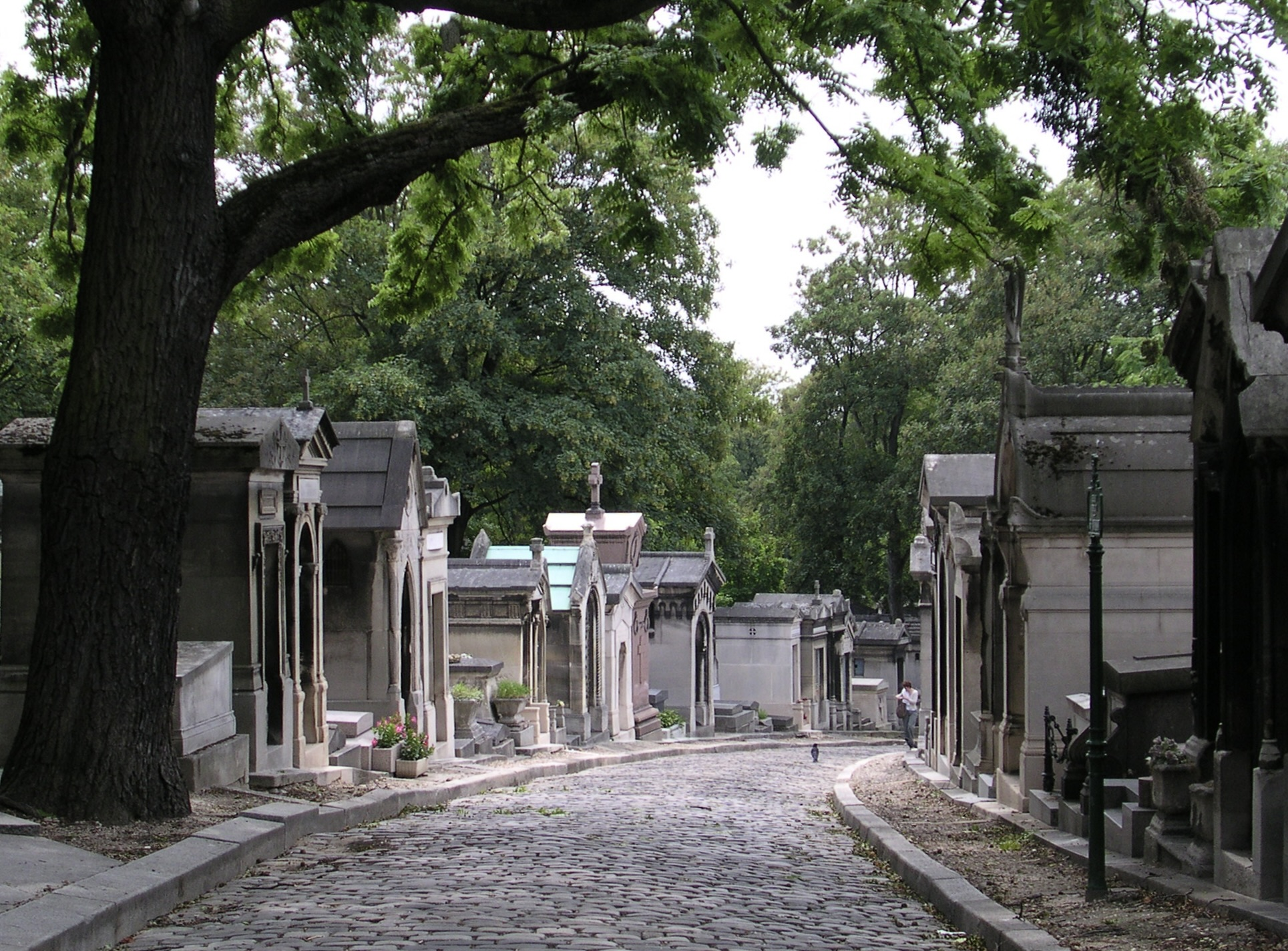
Einer der Wege auf dem Cimetière du Père-Lachaise

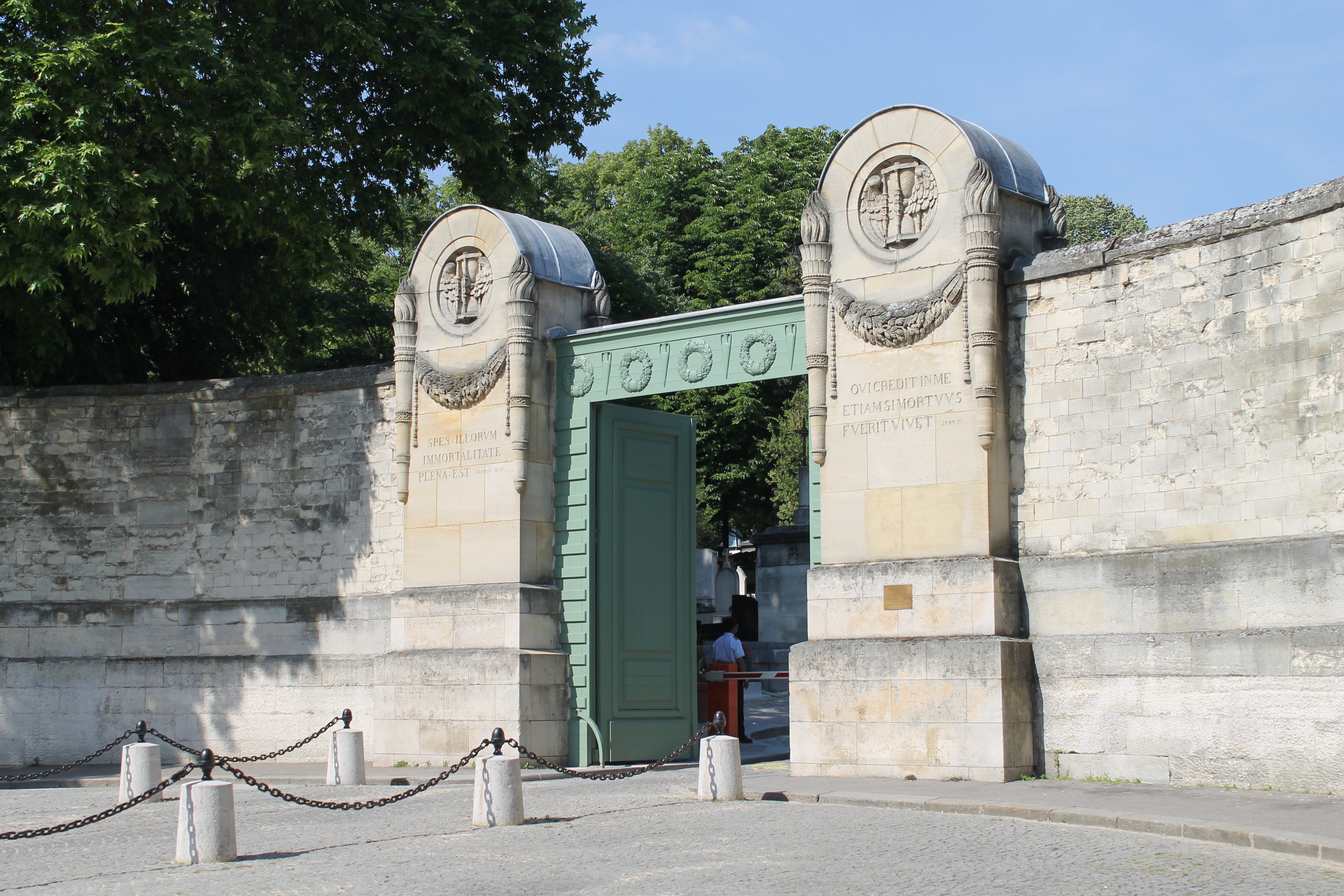
Haupttor des Friedhofs Père-Lachaise

Der Cimetière du Père-Lachaise [simtjɛʁ dy pɛʁ laˈʃɛz] ist mit einer Fläche von 43 Hektar der größte Friedhof von Paris und zugleich die erste als Parkfriedhof angelegte Begräbnisstelle der Welt. Er ist nach Pater (franz. père) François d’Aix de Lachaise benannt, auf dessen Gärten der Friedhof errichtet wurde. In 69.000 Grabstätten wurden bisher etwa eine Million Verstorbene beigesetzt. Mit rund 3,5 Millionen Besuchern im Jahr ist Père Lachaise eine der meistbesuchten Stätten in Paris.

## Geschichte

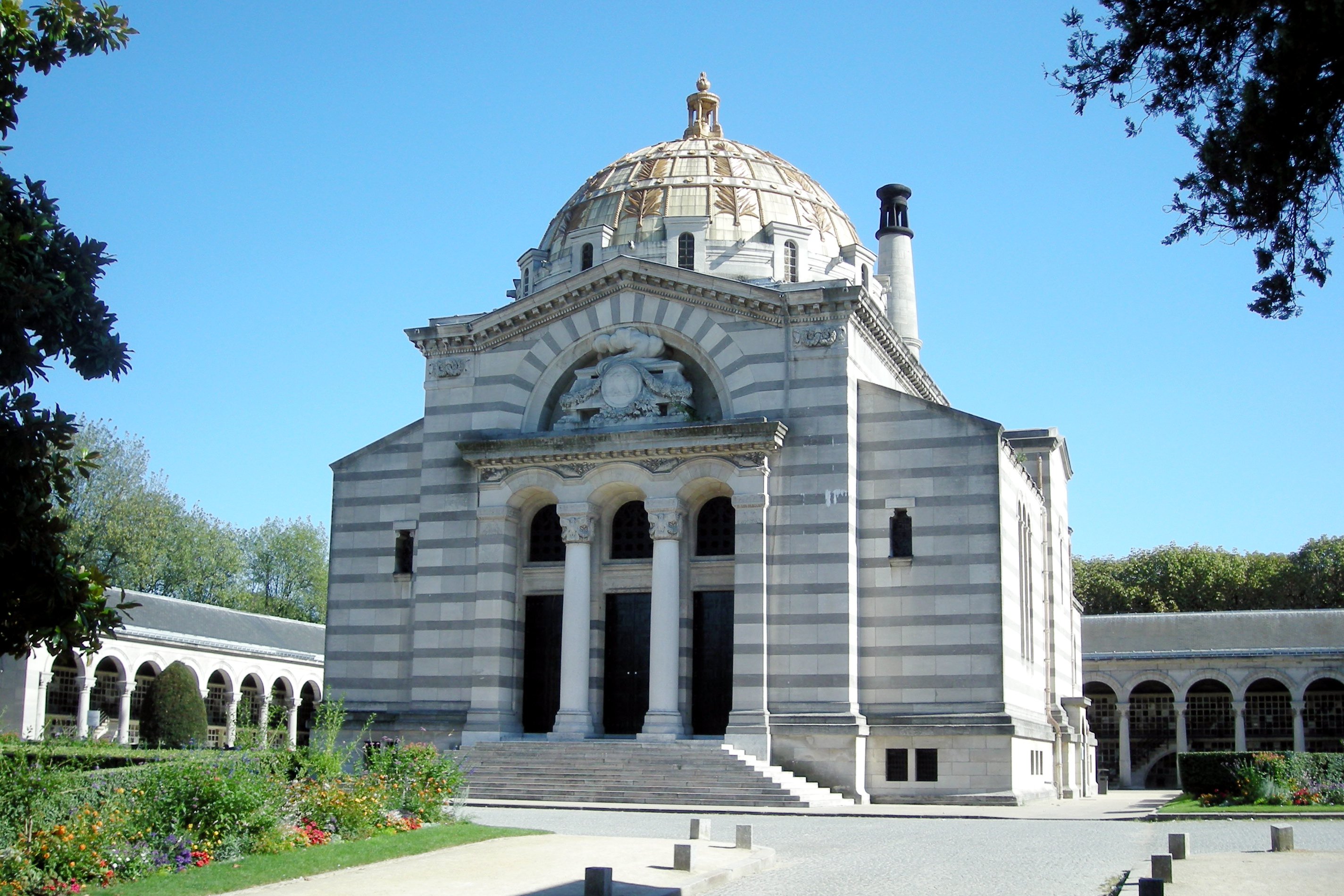
Das prächtige Kolumbarium des Père-Lachaise (hinter der Kuppel sind die schwarzen Kaminspitzen des Krematoriums sichtbar)

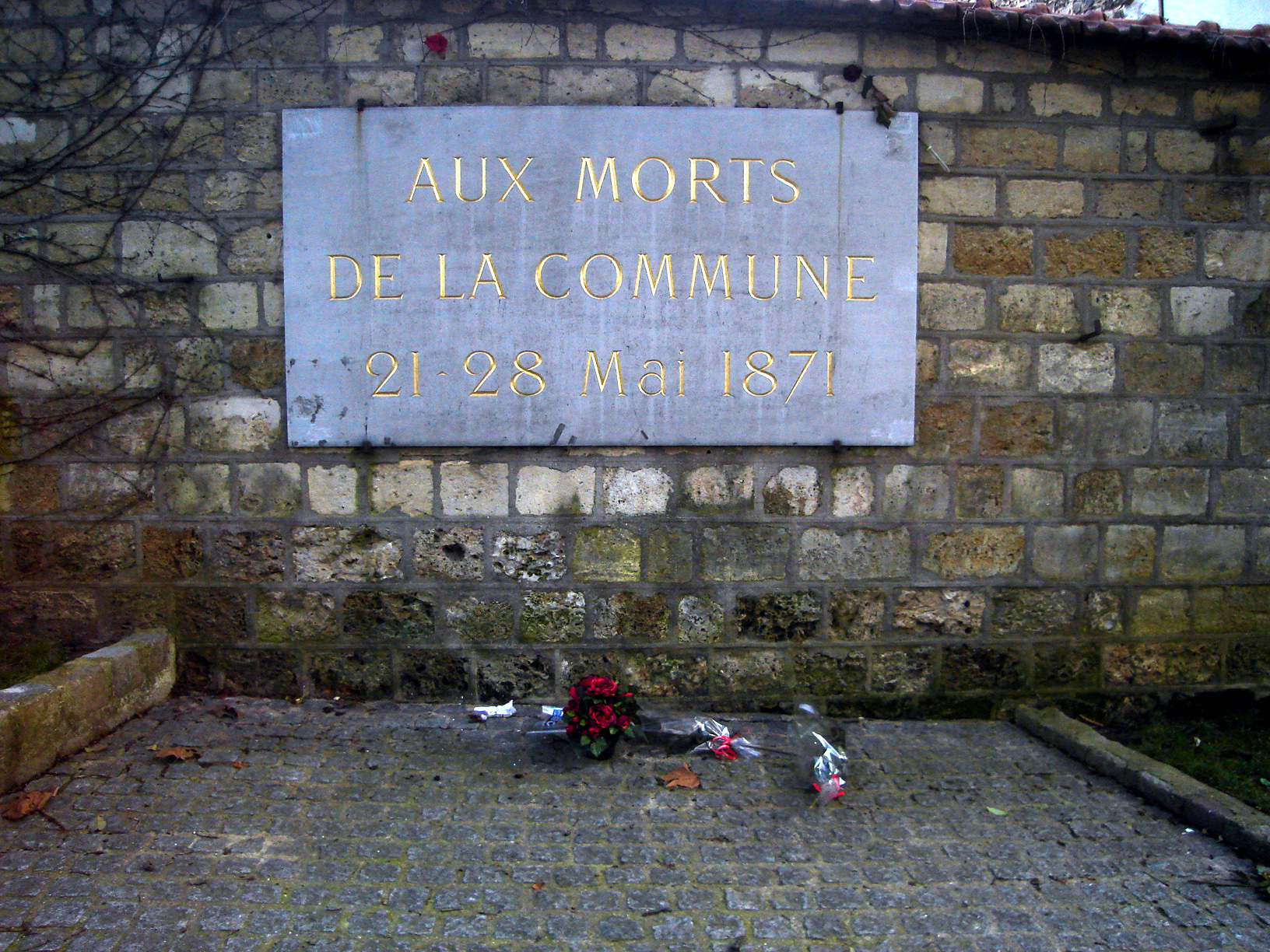
AUX MORTS DE LA COMMUNE
21-28 Mai 1871
Gedenktafel für die Opfer der „blutigen Maiwoche“ 1871 an der Mur des Fédérés

Zu Beginn des 19. Jahrhunderts mussten in Paris mehrere neue Friedhöfe die alten ersetzen. Um das Monopol der Kirche auf Beerdigungen zu beenden, wurde 1803 ein Edikt erlassen, dem zufolge Grabstätten künftig nicht mehr als Kirchhöfe innerhalb der Stadtgrenzen angelegt werden durften, sondern unter die Aufsicht der politischen Gemeinde gestellt und außerhalb der Stadt eingerichtet werden sollten. Für Paris konnte der Seine-Präfekt Nicolas Frochot am 28. Februar 1803 für 180.000 Franc eine weitläufige Gartenanlage für die Republik erwerben, die im Osten der Hauptstadt lag, außerhalb der damaligen Stadtgrenze. Sie wurde komplett umgestaltet und vergrößert. Die erste Beerdigung auf dem Père Lachaise war die eines fünfjährig gestorbenen Mädchens, Adélaïde Paillard de Villeneuve, Tochter eines porte-sonnette (eine Art Gemeindediener) des Faubourg Saint-Antoine. Sie fand am 21. Mai 1804 statt.
Trotz seines laizistischen Konzepts wurde der Friedhof unter dem Namen des Jesuitenpaters François d’Aix de Lachaise (1624–1709) bekannt, des Beichtvaters von Ludwig XIV., der hundert Jahre zuvor auf dem dortigen Landgut Mont-Louis des Jesuitenordens repräsentative Feste für den Adel gegeben hatte. Die lange Pappelallee im Osten ist aus dieser Zeit geblieben.
Das Konzept des Père Lachaise wurde 1808 dem klassizistischen Architekten Alexandre-Théodore Brongniart anvertraut, der zu dieser Zeit Inspecteur général en chef de la Deuxième section des Travaux publics du Département de la Seine et de la Ville de Paris war, Generaloberinspekteur der 2. Sektion für Öffentliche Arbeiten im Département Seine und der Stadt Paris. Brongniart entwarf die großen Achsen sowie die Grabmonumente, von denen aber nur das für die Familie Greffulhe im neogotischen Stil verwirklicht wurde.

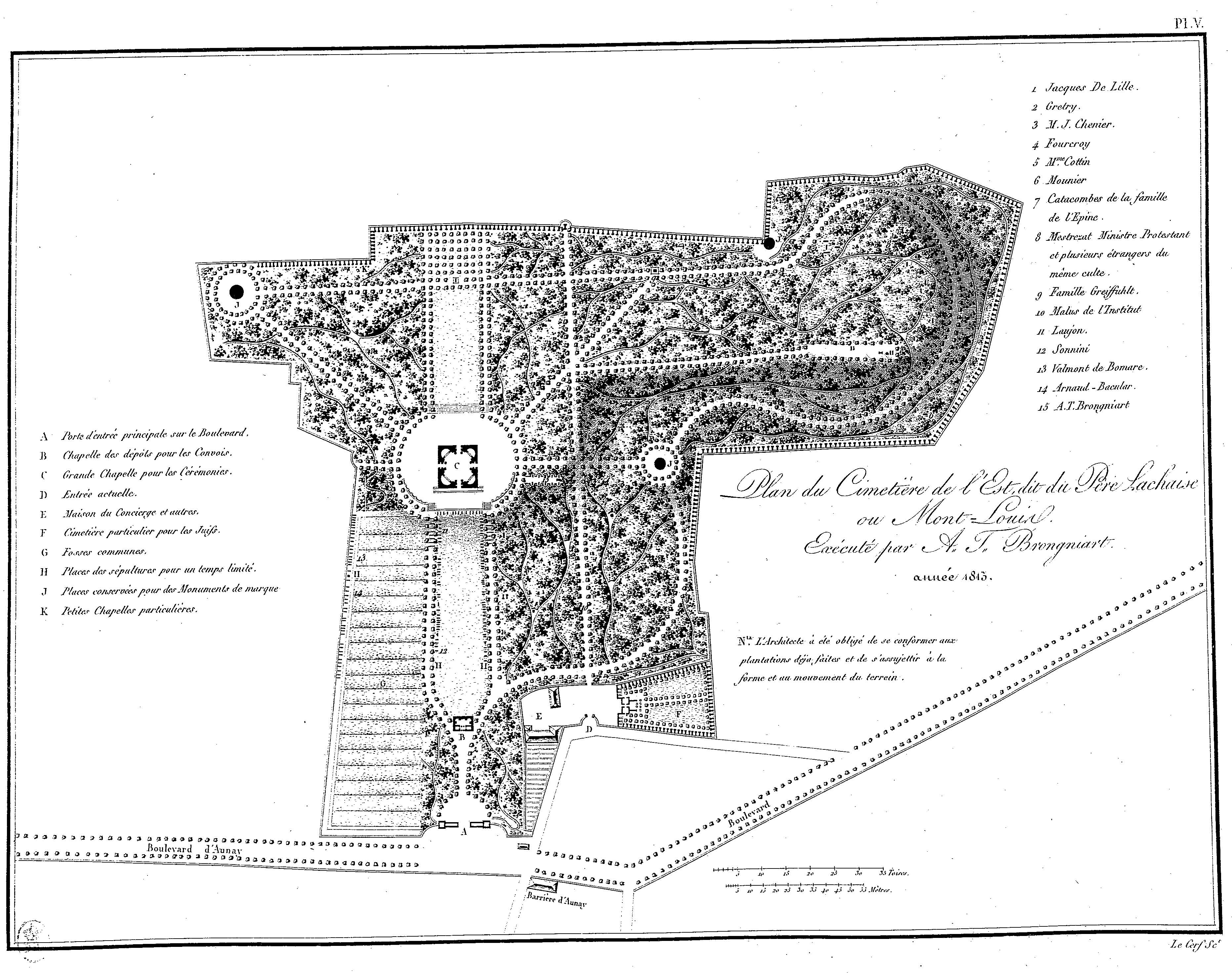
Plan von Brongniart 1813, Hauptallee (etwa Nordost) nach oben orientiert
Heutiger, größerer Grundriss des Friedhofs, eingenordet (Allee Richtung 2 Uhr)
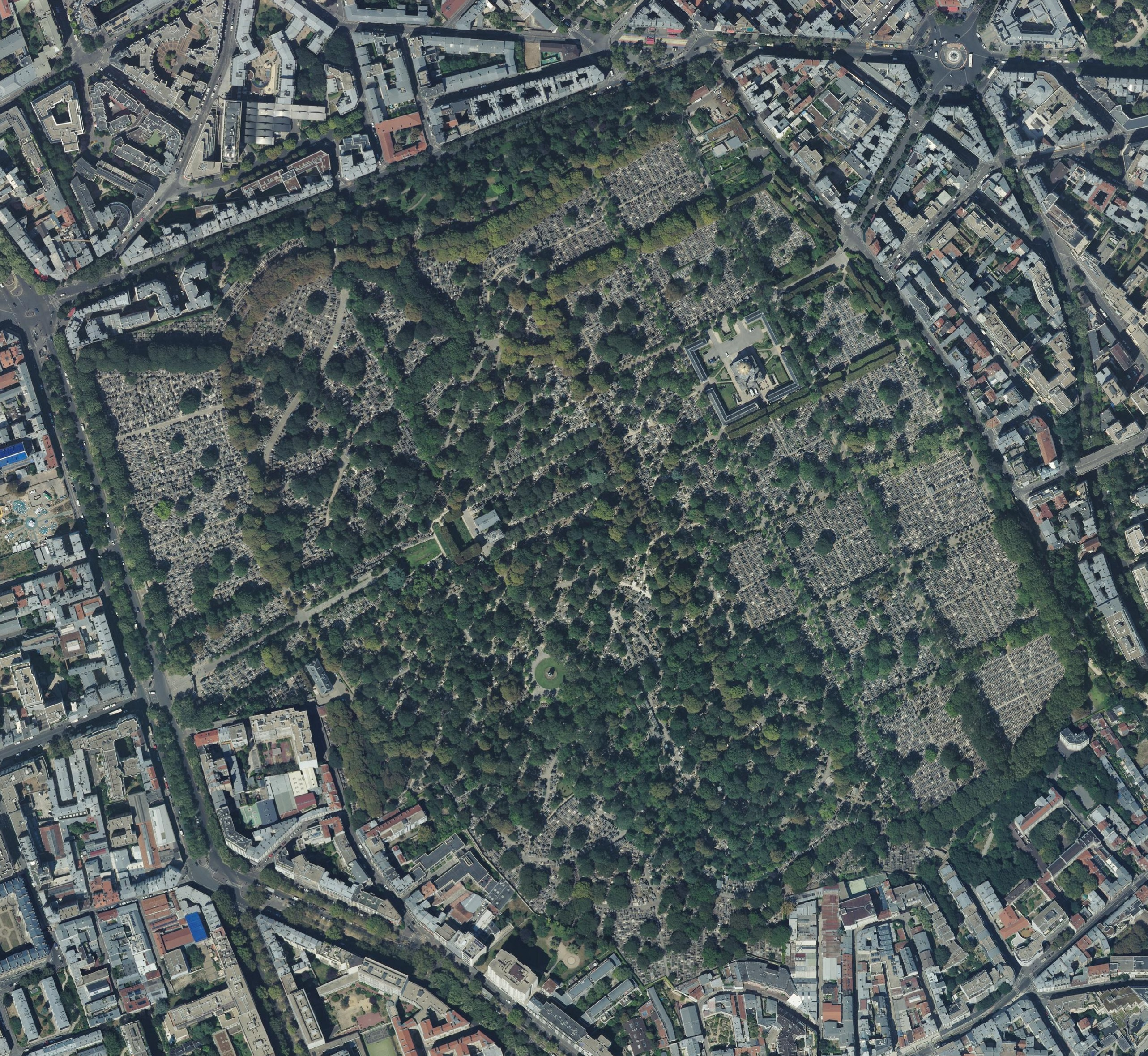
Luftbild (2018)

Im Zentrum von Paris wurde 1820 der neue Friedhof Passy eröffnet. Außerhalb der damaligen Stadtgrenzen kamen 1824 der Friedhof Montparnasse im Süden und 1825 der Friedhof Montmartre im Norden hinzu.
Ein Dauergrab, eine Concession à perpétuité, kostete 2012 auf Père Lachaise 13.430 Euro; es gibt auch Konzessionen für 50, 30 oder 10 Jahre. Die Gestaltung der Grabmonumente ist nicht reglementiert.
Im Süden des Friedhofs befindet sich die Mur des Fédérés, eine Mauer, vor der die vermutlich letzten 147 Aktiven (Kommunarden) des Volksaufstands der Pariser Kommune am 28. Mai 1871 erschossen wurden.
Zum 100. Jahrestag des Waffenstillstands von Compiègne am 11. November 1918 ließ die Stadt Paris eine 280 Meter lange und 1,30 Meter hohe Gedenktafel für 94.415 gefallene Bürger von Paris und 8.000 Vermisste an der Außenmauer des Friedhofs zum Boulevard de Ménilmontant anbringen.

## Bekannte Personen, die auf dem Friedhof Père Lachaise bestattet wurden

### A
| Name                    | Lebenszeit | Bedeutung                                         | Grabstelle  |
| ----------------------- | ---------- | ------------------------------------------------- | ----------- |
| d’Abadie                | 1748–1820  | General der Infanterie                            | Division 35 |
| Abaelard                | 1079–1142  | Philosoph, Liebhaber von Heloisa                  | Division 7  |
| Aboville                | 1776–1843  | General der Artillerie                            | Division 25 |
| Abramtschyk             | 1903–1970  | belarussischer Exilpolitiker und Publizist        | Division 59 |
| Achard                  | 1814–1875  | Schriftsteller                                    | Division 85 |
| Adanson                 | 1727–1806  | Naturforscher und Ethnologe                       | Division 23 |
| Adda                    | 1948–2004  | Fernsehintendant                                  | Division 87 |
| Aguado                  | 1785–1842  | spanischer Bankier                                | Division 45 |
| Alain                   | 1911–1940  | Komponist und Organist                            |             |
| Alboni                  | 1826–1894  | italienische Sängerin                             | Division 66 |
| Allard                  | 1766–1821  | Schriftstellerin                                  | Division 11 |
| Allouard                | 1844–1929  | Maler, Zeichner und Bildhauer                     | Division 32 |
| Alphand                 | 1817–1891  | Stadtplaner                                       | Division 66 |
| Andrejanowa             | 1819–1857  | Balletttänzerin                                   | Division 49 |
| Andrieux                | 1759–1833  | Poet und Gelehrter                                | Division 18 |
| Angers                  | 1788–1856  | Bildhauer                                         | Division 39 |
| Anicet-Bourgeois        | 1806–1872  | Dramatiker                                        | Division 4  |
| Anselme                 | 1740–1814  | General                                           | Division 45 |
| Anthouard de Vraincourt | 1773–1852  | General der Artillerie                            | Division 32 |
| Antigny                 | 1842–1874  | Schauspielerin                                    | Division 36 |
| Apollinaire             | 1880–1918  | Poet                                              | Division 86 |
| Appel                   | 1921–2006  | holländischer Maler                               | Division 22 |
| Arago                   | 1786–1853  | Physiker                                          | Division 4  |
| Arman                   | 1928–2005  | Künstler                                          | Division 11 |
| Assolant                | 1827–1886  | Journalist und Schriftsteller                     | Division 53 |
| Astier                  | 1900–1969  | Journalist und Schriftsteller                     | Division 10 |
| Asturias                | 1899–1974  | Schriftsteller, Literaturnobelpreis 1967          | Division 10 |
| Auber                   | 1782–1871  | Opernkomponist                                    | Division 4  |
| Aubin                   | 1938–2016  | Dirigentin und Komponistin                        | Division 92 |
| Aubrac                  | 1912–2007  | Widerstandskämpferin, Historikerin                | Division 87 |
| Auclair                 | 1920–2004  | Journalist und Schriftsteller                     | Division 42 |
| Audiffret               | 1787–1878  | Ökonom und Conseiller d’État                      | Division 42 |
| Augereau                | 1772–1836  | General                                           | Division 40 |
| Augereau                | 1757–1816  | Duc de Castiglione et maréchal d’Empire           | Division 59 |
| Augustin                | 1759–1832  | Maler                                             | Division 58 |
| Aumont                  | 1911–2001  | Schauspieler                                      | Division 22 |
| Avenel                  | 1789–1875  | Journalist und Schriftsteller                     | Division 20 |
| Avril                   | 1868–1943  | Tänzerin und Modell für Henri de Toulouse-Lautrec | Division 19 |

### B
| Name               | Lebenszeit | Bedeutung                                                | Grabstelle                             |
| ------------------ | ---------- | -------------------------------------------------------- | -------------------------------------- |
| Balzac             | 1799–1850  | Schriftsteller                                           | Division 48                            |
| Barbe              | 1836–1890  | Politiker und Industrieller                              | Division 81                            |
| Barbusse           | 1873–1935  | Schriftsteller                                           | Division 97                            |
| Barillet-Deschamps | 1824–1873  | Gärtner und Landschaftsarchitekt                         | Division 69                            |
| Barras             | 1755–1829  | Politiker während der französischen Revolution           | Division 28                            |
| Bartholomé         | 1848–1928  | Bildhauer                                                | Division 4                             |
| Barthou            | 1862–1934  | Politiker                                                | Division 11                            |
| Barye              | 1795–1875  | Bildhauer                                                | Division 49                            |
| Bashung            | 1947–2009  | Sänger und Schauspieler                                  | Division 13                            |
| Bau                | 1959–2011  | Technischer Direktor der Opéra Bastille in Paris         |                                        |
| Baudelocque        | 1745–1810  | Gynäkologe und Geburtshelfer                             | Division 45                            |
| Bauer              | 1881–1938  | sozialdemokratischer Politiker                           | ab 1950 auf dem Wiener Zentralfriedhof |
| Beaumarchais       | 1732–1799  | Theaterschriftsteller                                    | Division 28                            |
| Beaume             | 1796–1885  | Maler                                                    | Division 59                            |
| Bécaud             | 1927–2001  | Sänger                                                   | Division 45                            |
| Becque             | 1837–1899  | Dramatiker                                               | Division 53                            |
| Bellil             | 1971–2004  | Schriftstellerin                                         | Division 19                            |
| Bellmer            | 1902–1975  | deutscher Autor und Fotograf                             | Division 9                             |
| Bernhardt          | 1844–1923  | Schauspielerin                                           | Division 44                            |
| Berry              | 1883–1951  | Schauspieler                                             | Division 80                            |
| Bertillon          | 1853–1914  | Kriminalist und Anthropologe, Begründer der Bertillonage | Division 89                            |
| Bessières          | 1777–1840  | Politiker                                                | Division 41                            |
| Bichat             | 1771–1802  | Anatom und Physiologe                                    | Division 8                             |
| Bienvenüe          | 1882–1936  | Erbauer der Métro Paris                                  | Division 82                            |
| Bizet              | 1838–1875  | Komponist                                                | Division 68, Nr. 101                   |
| Blanqui            | 1805–1881  | Politiker und sozialistischer Theoretiker                | Division 91                            |
| Börne              | 1786–1837  | deutsch-jüdischer Schriftsteller und Philosoph           | Division 19                            |
| Bondy              | 1948–2015  | Schweizer Theaterregisseur                               |                                        |
| Bonheur            | 1822–1899  | Malerin                                                  | Division 74                            |
| du Bosc            | 1760–1851  | General der Pioniere                                     | Division 56                            |
| Bourdieu           | 1930–2002  | Soziologe, Ethnologe und Philosoph                       | Division 28                            |
| Brada              | 1847–1938  | Schriftstellerin                                         | Division 46                            |
| Branchu            | 1780–1850  | Opernsängerin                                            | Division 23                            |
| Brasseur           | 1905–1972  | Schauspieler                                             | Division 59                            |
| Breguet            | 1747–1823  | Schweizer Physiker und Uhrmacher                         | Division 11                            |
| Brisebarre         | 1818–1871  | Theaterdichter und Librettist                            | Division 71                            |
| Brongniart         | 1739–1813  | Architekt                                                | Division 11                            |
| Brunhoff           | 1899–1937  | Autor der Abenteuer des berühmten Babar der Elefant      | Division 65                            |

### C

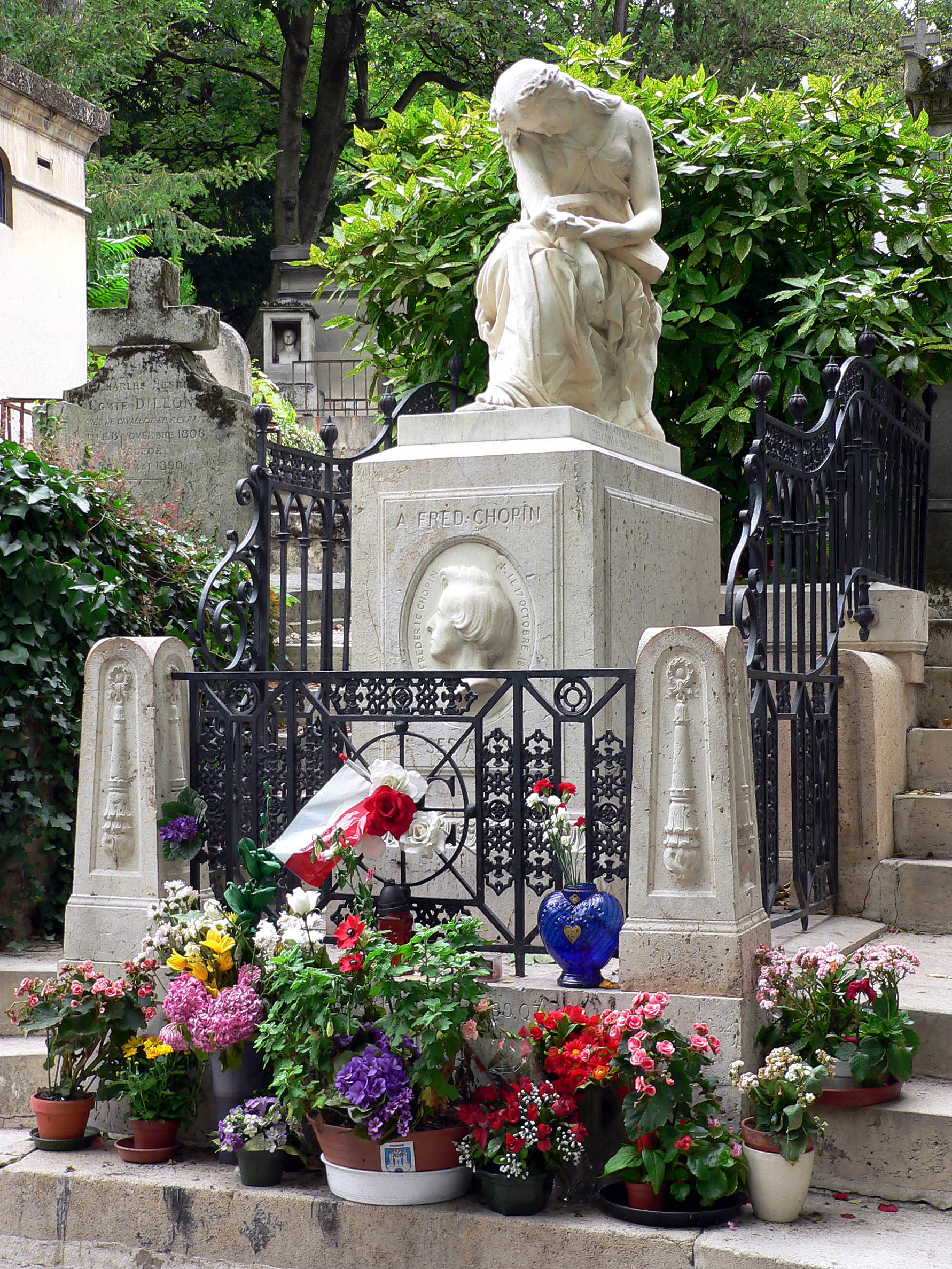
Grab Frédéric Chopins mit der Muse Euterpe von Auguste Clésinger

| Name             | Lebenszeit | Bedeutung                                                    | Grabstelle                                       |
| ---------------- | ---------- | ------------------------------------------------------------ | ------------------------------------------------ |
| Caillaux         | 1822–1896  | Politiker                                                    | Division 54                                      |
| Caillebotte      | 1848–1894  | Maler                                                        | Division 70                                      |
| Callas           | 1923–1977  | Opernsängerin                                                | symbolisches Urnengrab im Kolumbarium, Nr. 16258 |
| Cambacérès       | 1753–1824  | Politiker                                                    | Division 39                                      |
| Camus            | 1912–1982  | Regisseur                                                    | Division 87                                      |
| Canetti          | 1909–1997  | Musikproduzent                                               | Division 94                                      |
| Capendu          | 1825–1868  | Schriftsteller                                               | Division 12                                      |
| Carnot           | 1801–1888  | Politiker                                                    | Division 11                                      |
| Carriès          | 1855–1894  | Bildhauer                                                    | Division 12                                      |
| Cartellier       | 1757–1831  | Bildhauer                                                    | Division 53                                      |
| Casanova         | 1814–1888  | Minister unter Napoleon III.                                 | Division 26                                      |
| Chabrol          | 1930–2010  | Schauspieler, Filmregisseur, Filmproduzent und Drehbuchautor | Division 10                                      |
| Champollion      | 1790–1832  | Ägyptologe                                                   | Division 18                                      |
| Chaplin          | 1825–1891  | französischer Maler und Kupferstecher                        | Division 52                                      |
| Chaptal          | 1756–1832  | Chemiker und Politiker (Innenminister)                       | Division 89                                      |
| Charpentier      | 1860–1956  | Komponist                                                    | Division 10                                      |
| Chartier (Alain) | 1868–1951  | Philosoph                                                    | Division 94                                      |
| Cherubini        | 1760–1842  | Komponist                                                    | Division 11, Nr. 19                              |
| Chojnacka        | 1939–2017  | Cembalistin und Musikpädagogin                               | Division 53                                      |
| Chopin           | 1810–1849  | Komponist                                                    | Division 11, Nr. 20                              |
| Clairon          | 1723–1803  | Tragödin und Hofmaitresse in Ansbach                         | Division 20                                      |
| Clamageran       | 1827–1903  | französischer Finanzminister                                 | Division 11                                      |
| Claretie         | 1840–1913  | Journalist, Schriftsteller und Theaterdirektor               | Division 4                                       |
| Colette          | 1873–1954  | Schriftstellerin                                             | Division 4                                       |
| Comte            | 1798–1857  | Philosoph                                                    | Division 17                                      |
| Daniel Cordier   | 1920–2020  | französischer Widerstandskämpfer                             | Division 27                                      |
| Corneau          | 1943–2010  | Filmregisseur                                                | Division 45                                      |
| Corot            | 1796–1875  | Maler                                                        | Division 24                                      |
| Coutelle         | 1748–1835  | erster Luftaufklärer Frankreichs                             | Division 11                                      |
| Couture          | 1815–1879  | Maler                                                        | Division 4                                       |
| Crozatier        | 1795–1855  | französischer Metallgießer und Bildhauer                     | Division 49                                      |
| Cruvelli         | 1826–1907  | deutsche Opernsängerin                                       | Division 38                                      |
| Cuvier           | 1769–1832  | französischer Naturforscher                                  | Division 8                                       |

### D
| Name        | Lebenszeit | Bedeutung                                           | Grabstelle                    |
| ----------- | ---------- | --------------------------------------------------- | ----------------------------- |
| Dabit       | 1898–1936  | Schriftsteller                                      | Division 44                   |
| Daladier    | 1884–1970  | Politiker                                           | Division 72                   |
| Darantière  | 1865–1933  | Karambolageweltmeister, Autor und Literaturkritiker |                               |
| Darracq     | 1855–1931  | Automobilhersteller                                 | Division 2                    |
| David       | 1748–1825  | Maler                                               | Division 56                   |
| Day         | 1914–1978  | Filmschauspielerin                                  | Urne im Kolumbarium           |
| de Pisis    | 1926–2000  | Autorin und Malerin mit italienischen Wurzeln       | Division 35                   |
| Deburau     | 1796–1846  | Pantomime und Titelheld des Filmes Kinder des Olymp | Divisio 59                    |
| Decouz      | 1775–1814  | General der Infanterie                              | Division 22                   |
| Déjazet     | 1798–1875  | Schauspielerin und Sängerin (Sopran)                | Division 81                   |
| Dejerine    | 1849–1917  | Neurologe                                           | Division 28                   |
| Delacroix   | 1798–1863  | Maler, Sohn eines Außenministers                    | Division 49                   |
| Delaitre    | 1776–1838  | General der Kavallerie                              | Division 7                    |
| Deleuze     | 1925–1995  | Philosoph                                           |                               |
| Delisle     | 1826–1910  | Bibliothekar und Historiker                         | Division 59                   |
| Demont      | 1747–1826  | General und Politiker                               | Division 28                   |
| Denuelle    | 1787–1868  | Mätresse Napoleons                                  | Division 41                   |
| Deseilligny | 1828–1975  | Politiker, Industrieller                            | Division 16                   |
| Desnoyers   | 1802–1868  | Journalist und Schriftsteller                       | Division 55                   |
| Desproges   | 1939–1988  | Humorist                                            | Division 10                   |
| Dessoles    | 1767–1828  | General                                             | Division 28                   |
| Domon       | 1774–1830  | General                                             | Division 16                   |
| Doré        | 1832–1883  | Maler und Grafiker                                  | Division 22                   |
| Dukas       | 1865–1935  | Komponist                                           | Urne im Kolumbarium Nr. 4938  |
| Duncan      | 1877–1927  | US-amerikanische Tänzerin                           | Urne im Kolumbarium, Nr. 6796 |
| Durosnel    | 1771–1849  | General der Kavallerie und Politiker                | Division 29                   |
| Dutilleul   | 1825–1907  | Politiker                                           | Division 39                   |

### E
| Name                  | Lebenszeit | Bedeutung                                      | Grabstelle                    |
| --------------------- | ---------- | ---------------------------------------------- | ----------------------------- |
| Eblé                  | 1799–1870  | General und Directeur du école politechnique   | Division 26                   |
| Edzard                | 1893–1963  | deutscher Maler                                | Division 35                   |
| Eisendieck            | 1906–1998  | deutsche Malerin                               | Division 35                   |
| Éluard                | 1895–1952  | Dichter                                        | Division 97                   |
| Enescu                | 1881–1955  | rumänischer Komponist                          | Division 68                   |
| Erlanger              | 1863–1919  | Komponist                                      | Division 96                   |
| Ernst                 | 1891–1976  | deutscher Maler                                | Urne in Kolumbarium, Nr. 2102 |
| Jean Étienne Esquirol | 1772–1840  | französischer Psychiater                       | Division 8                    |
| Étienne               | 1844–1921  | französischer Politiker                        | Division 94                   |
| Eudes                 | 1843–1888  | Kommunarde                                     | Division 91                   |
| Ewerbeck              | 1816–1860  | Schriftsteller, Mitglied im Bund der Gerechten |                               |

### F
| Name               | Lebenszeit | Bedeutung                                                                  | Grabstelle               |
| ------------------ | ---------- | -------------------------------------------------------------------------- | ------------------------ |
| Fabréga            | 1931–1988  | Schauspielerin                                                             | Division 36              |
| Falguière          | 1831–1900  | Bildhauer                                                                  | Division 4               |
| Faure              | 1841–1899  | Präsident der französischen Republik                                       | Division 4               |
| Elisa-Rachel Félix | 1821–1858  | Schauspielerin                                                             | Division 7               |
| Févirer            | 1842–1937  | Architekt                                                                  | Division 13              |
| Fignon             | 1960–2010  | französischer Radrennfahrer                                                | Division 87              |
| Flourens           | 1838–1871  | französischer Politiker und Ethnograf. 1871 Mitglied der Pariser Kommune   | Division 66              |
| Fourcade           | 1909–1989  | französische Widerstandskämpferin und Mitglied des Europäischen Parlaments | Division 90              |
| Fourcroy           | 1755–1809  | Arzt, Chemiker und Politiker                                               | Division 11              |
| Foureau            | 1850–1914  | Afrikaforscher und Kolonialgouverneur                                      | Division 94              |
| Fourès             | 1778–1869  | Geliebte von Napoleon                                                      | Division 26              |
| Fourier            | 1768–1830  | Mathematiker und Physiker                                                  | Division 18              |
| Foy                | 1775–1825  | General und Politiker                                                      | Division 28              |
| Fragson            | 1869–1913  | englisch-französischer Sänger, Liedschreiber und Musiker                   | Division 87              |
| Frère              | 1764–1826  | General der Infanterie                                                     | Division 39              |
| Fränkel            | 1899–1971  | Rauchwarenhändler und Autor                                                | Division 11              |
| Fresnel            | 1788–1827  | Physiker                                                                   | Division 14              |
| Frochot            | 1761–1828  | Verwaltungsbeamter und Politiker                                           | Division 37              |
| Fuchs              | 1870–1940  | Schriftsteller und Kulturwissenschaftler                                   | nahe der Mur des Fédérés |

### G
| Name        | Lebenszeit            | Bedeutung                                           | Grabstelle                              |
| ----------- | --------------------- | --------------------------------------------------- | --------------------------------------- |
| Galli-Marié | 1840–1905             | Opernsängerin                                       | Division 57                             |
| Gandara     | 1861–1917             | Maler                                               | Division 19                             |
| Gaudin      | 1756–1841             | Finanzminister unter Napoleon Bonaparte             | Division 27                             |
| Gay-Lussac  | 1778–1850             | Chemiker und Physiker                               | Division 26                             |
| Geefs       | 1817 (oder 1816)–1841 | belgischer Bildhauer und Maler                      |                                         |
| Géricault   | 1791–1824             | Maler                                               | Division 12                             |
| Germain     | 1776–1831             | Mathematikerin                                      | Division 16                             |
| Ghassemlou  | 1930–1989             | kurdischer Politiker und Wirtschaftswissenschaftler | Division 76                             |
| Giffard     | 1825–1891             | Ingenieur und Luftfahrtpionier                      | Division 21                             |
| Girardot    | 1931–2011             | Schauspielerin                                      | Division 49                             |
| Gobetti     | 1901–1926             | Publizist und Politiker                             | Division 94                             |
| Claire Goll | 1890–1977             | Schriftstellerin                                    | Division 11, gegenüber von Chopins Grab |
| Yvan Goll   | 1891–1950             | Lyriker                                             | Division 11, gegenüber von Chopins Grab |
| Gourgaud    | 1764–1852             | General                                             | Division 23                             |
| Grappelli   | 1908–1997             | Musiker                                             | Kolumbarium                             |
| Gray        | 1878–1976             | Innenarchitektin und Designerin                     | Kolumbarium, Nr. 17616                  |
| Greffulhe   | 1774–1820             | Bankier und Politiker                               | Division 43                             |
| Gros        | 1771–1835             | Maler                                               | Division 25                             |
| Guilbert    | 1867–1944             | Sängerin                                            | Division 94                             |
| Guillotin   | 1738–1814             | Arzt und Politiker                                  | Division 7; aufgelassen                 |
| Guillou     | 1930–2019             | Musiker                                             | Division 1                              |
| Güney       | 1937–1984             | kurdischer Schauspieler, Regisseur, Schriftsteller  | Division 62                             |

### H
| Name       | Lebenszeit | Bedeutung                              | Grabstelle  |
| ---------- | ---------- | -------------------------------------- | ----------- |
| Hahnemann  | 1755–1843  | Begründer der Homöopathie              | Division 19 |
| Hammud     | 1884–1918  | sansibarischer Sultan                  |             |
| Hatry      | 1742–1802  | General und Senator                    |             |
| Haussmann  | 1809–1891  | Stadtplaner                            | Division 4  |
| Hébuterne  | 1898–1920  | Malerin, Lebensgefährtin Modiglianis   | Division 96 |
| Hedayat    | 1903–1951  | iranischer Schriftsteller              | Division 85 |
| Heloisa    | 1101–1164  | Geliebte von Abaelard                  | Division 7  |
| Hérold     | 1791–1833  | Komponist                              | Division 13 |
| Hottinguer | 1764–1841  | Bankier, Unternehmer und Politiker     |             |
| Hugo       | 1773–1828  | Generalleutnant, Vater von Victor Hugo | Division 27 |
| Houry      | 1831–1906  | Feministin                             | Division 80 |

### I
| Name   | Lebenszeit | Bedeutung | Grabstelle  |
| ------ | ---------- | --------- | ----------- |
| Ingres | 1780–1867  | Maler     | Division 23 |

### J
| Name    | Lebenszeit | Bedeutung                   | Grabstelle  |
| ------- | ---------- | --------------------------- | ----------- |
| Jacque  | 1813–1894  | Maler und Graphiker         | Divisio 32  |
| Jade    | 1948–2006  | Schauspielerin              |             |
| Jaley   | 1802–1866  | Bildhauer                   | Division 49 |
| Jauru   | 1824–1897  | Diplomat                    | Division 86 |
| Jouhaux | 1879–1954  | Friedensnobelpreisträger    | Division 88 |
| Jaguer  | 1924–2006  | Schriftsteller und Zeichner | Division 22 |

### K
| Name        | Lebenszeit | Bedeutung                                                          | Grabstelle  |
| ----------- | ---------- | ------------------------------------------------------------------ | ----------- |
| Kainer      | 1885–1967  | Maler, Graphiker und Filmarchitekt                                 | Division 7  |
| von Karcher | 1773–1824  | Diplomat, Ministerresident für Hessen-Kassel und Toskana in Paris  | Division 27 |
| Kardec      | 1804–1869  | Begründer des Spiritismus                                          | Division 44 |
| Karina      | 1940–2019  | Schauspielerin, Sängerin und Schriftstellerin                      | Division 49 |
| Kaya        | 1956–2000  | türkischer Sänger und Komponist kurdischer Abstammung              | Division 71 |
| Kellermann  | 1735–1820  | General, Pair und Marschall von Frankreich                         | Division 30 |
| Kelly       | 1954–1990  | Modedesigner                                                       | Division 50 |
| Kieffer     | 1876–1963  | Buchbinder, Verleger und Buchhändler                               | Division 87 |
| Koch        | 1830–1890  | General der Infanterie                                             | Division 91 |
| Koppe       | 1846–1900  | Feministin und Gründerin der Maisons maternelles                   | Division 90 |
| Kreutzer    | 1778–1832  | Musiker und Komponist                                              | Division 13 |
| Kreutzer    | 1766–1831  | Musiker und Dirigent                                               | Division 13 |
| Kessler     | 1868–1937  | Kunstsammler, Mäzen, Schriftsteller, Publizist, Pazifist, Diplomat | Division 57 |

### L
| Name           | Lebenszeit | Bedeutung                                                                     | Grabstelle                  |
| -------------- | ---------- | ----------------------------------------------------------------------------- | --------------------------- |
| Lakanal        | 1762–1845  | Politiker und Schulreformer                                                   | Division 11                 |
| Lafargue       | 1842–1911  | Sozialist und Arzt                                                            | Division 76                 |
| La Fontaine    | 1621–1695  | Dichter                                                                       | Division 25                 |
| Lalande        | 1787–1844  | Vizeadmiral                                                                   | Division 46, 1. Reihe (O 9) |
| Lalique        | 1860–1945  | Schmuckkünstler und Unternehmer                                               | Division 23                 |
| Lalo           | 1823–1892  | Komponist                                                                     | Division 67                 |
| La Martillière | 1732–1819  | General und Politiker                                                         | Division 39, 1. Reihe       |
| La Mazière     | 1880–1962  | Schriftstellerin                                                              | Division 61                 |
| Lameth         | 1757–1832  | General der Kavallerie                                                        | Division 28                 |
| Laplace        | 1749–1827  | Mathematiker, Physiker, Astronom und Innenminister Napoleons                  | Division 25                 |
| Laurencin      | 1883–1956  | Malerin                                                                       | Division 88                 |
| Le Bon         | 1841–1931  | Mediziner, Anthropologe, Psychologe, Soziologe und Erfinder                   | Division 89                 |
| Lebrun         | 1775–1859  | General der Kavallerie                                                        | Division 5                  |
| Lefèvre        | 1755–1830  | Hofmaler                                                                      | Division 27                 |
| Lemoine        | 1754–1842  | General                                                                       | Division 40                 |
| Lespinasse     | 1737–1816  | General                                                                       | Division 10                 |
| Lesueur        | 1760–1837  | Komponist                                                                     | Division 11                 |
| Lesurques      | 1763–1796  | Opfer eines Justizirrtums                                                     | Division 8                  |
| Löwenstein     | 1885–1939  | deutscher Politiker und Schulreformer                                         | Division 87, 2. UG, 24719   |
| Lutteroth      | 1802–1889  | deutsch-französische Bankiersfamilie (auch Grab von William Henry Waddington) | Division 16                 |

### M

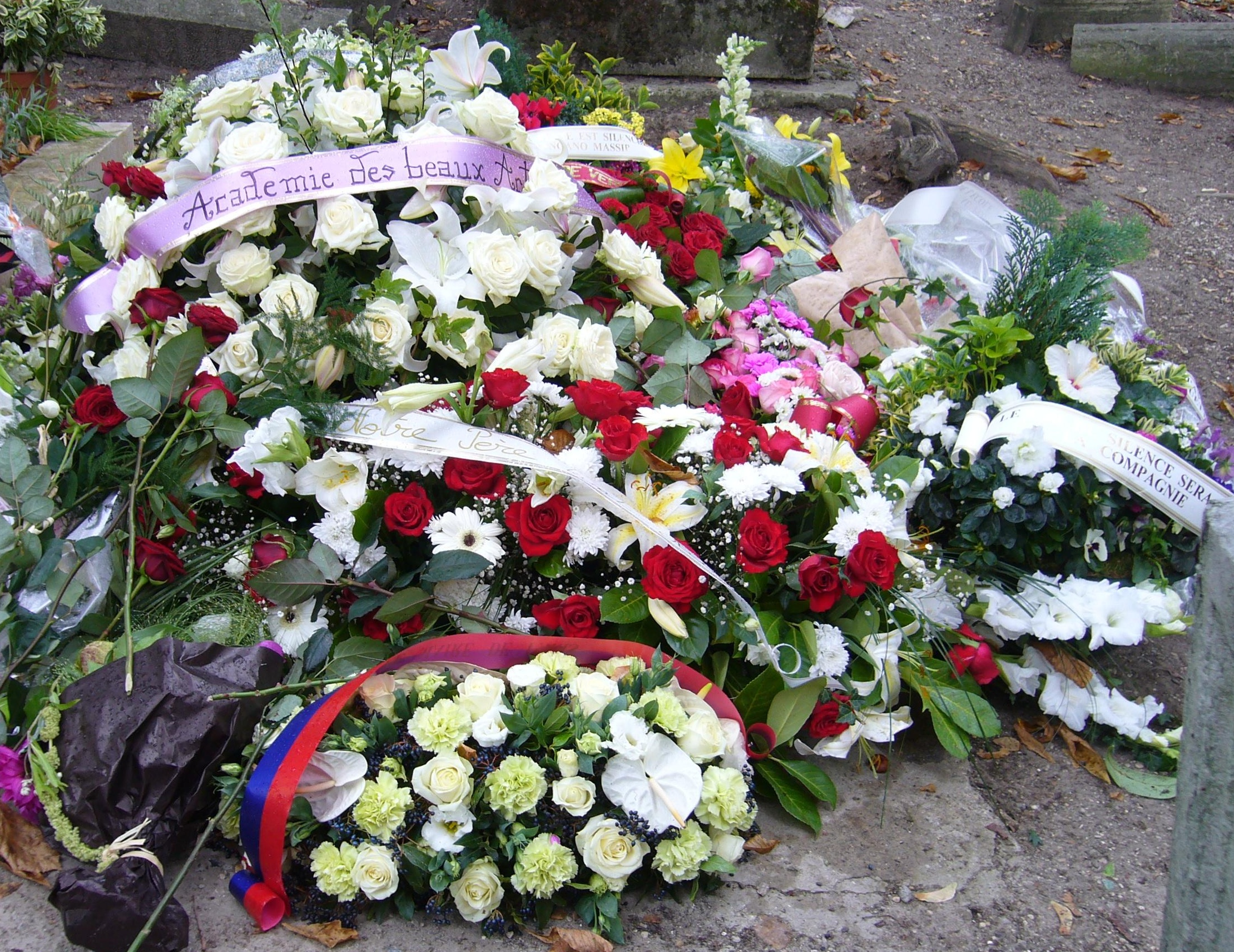
Beisetzung Marcel Marceaus

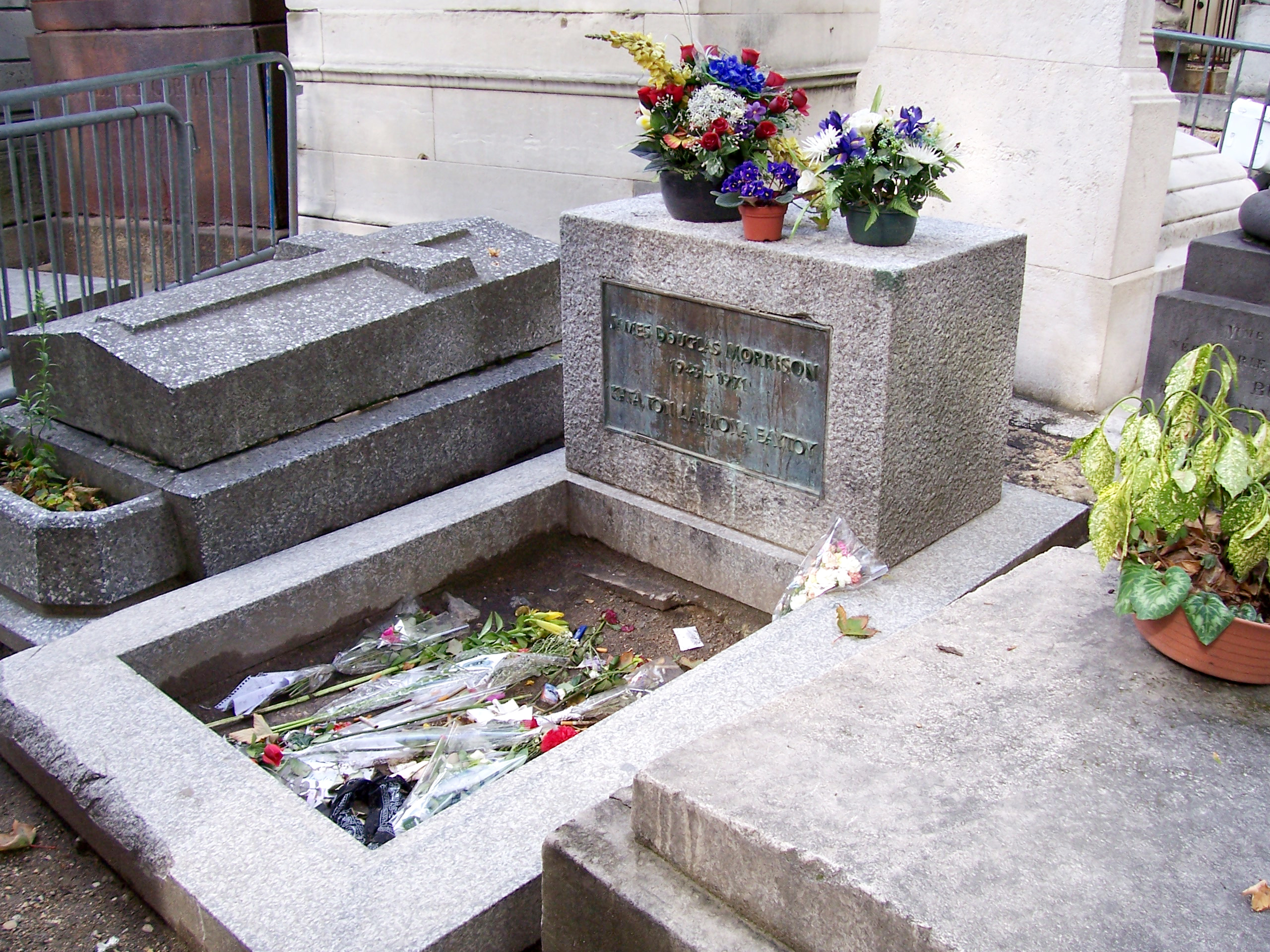
Jim Morrisons Grab

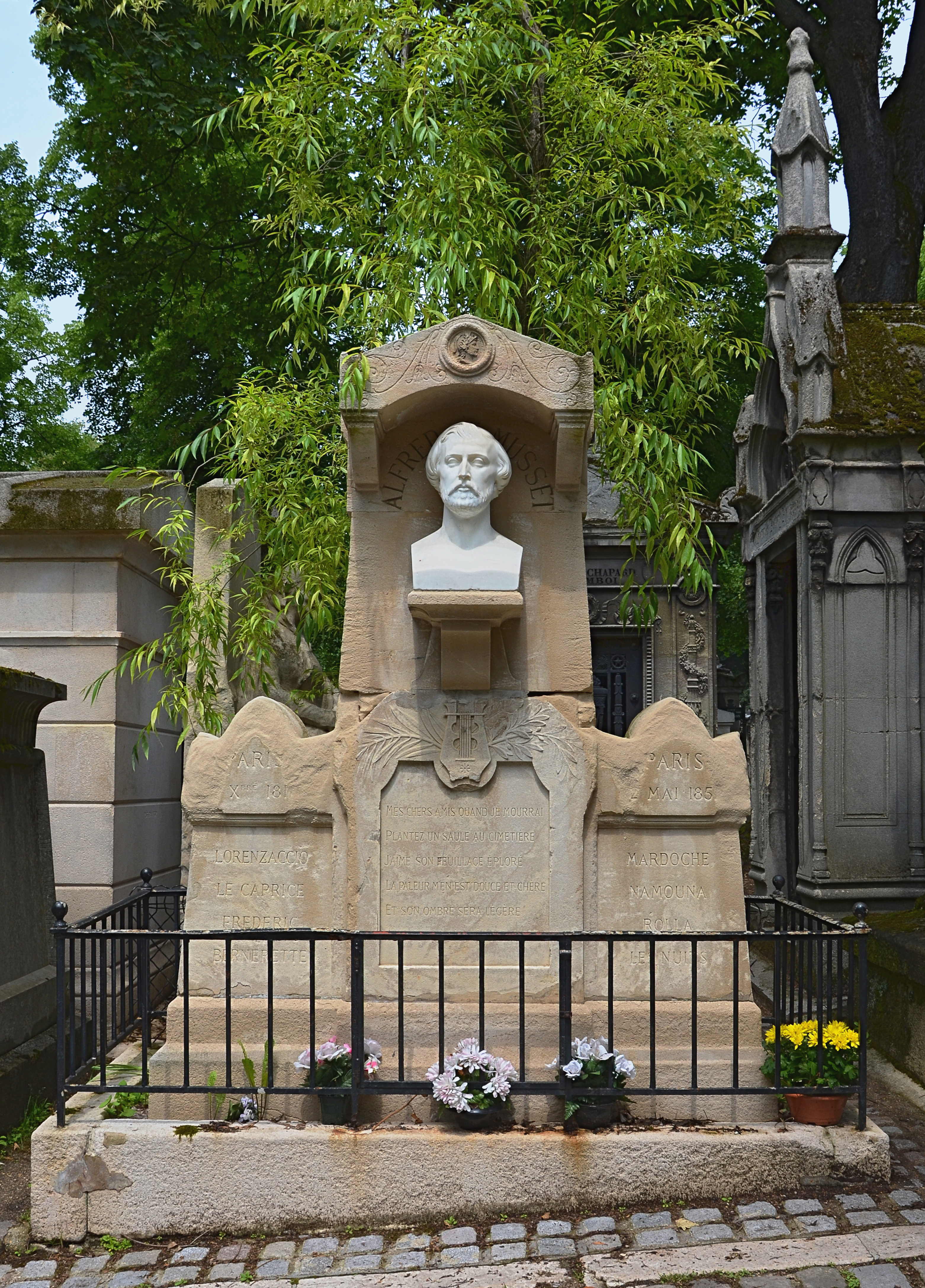
Alfred de Musset

| Name          | Lebenszeit | Bedeutung                                                          | Grabstelle                                       |
| ------------- | ---------- | ------------------------------------------------------------------ | ------------------------------------------------ |
| MacDonald     | 1765–1840  | Herzog von Tarent, Marschall von Frankreich                        | Division 37                                      |
| Machno        | 1888–1934  | ukrainischer Anarchist und Revolutionär                            | Kolumbarium, Nr. 6686                            |
| Mandel        | 1923–1995  | marxistischer Ökonom und Theoretiker des Sozialismus               |                                                  |
| Maransin      | 1770–1828  | Général de Division                                                | Division 28                                      |
| Marbot        | 1782–1854  | General                                                            | Division 44                                      |
| Marceau       | 1923–2007  | Pantomime                                                          | Division 21                                      |
| Margaron      | 1765–1824  | General der Kavallerie                                             | Division 39                                      |
| Marne         | 1752–1829  | Maler und Radierer                                                 | Division 28                                      |
| Martini       | 1741–1816  | Komponist                                                          | Grabstelle wurde aufgelöst                       |
| Masséna       | 1758–1817  | Marschall von Frankreich                                           | Division 28                                      |
| May           | 1859–1925  | Journalistin und Schriftstellerin                                  | Division 96                                      |
| Mélesville    | 1787–1865  | Dramatiker und Jurist                                              | Division 35                                      |
| Méliès        | 1861–1938  | Filmregisseur                                                      | Division 64                                      |
| Merleau-Ponty | 1908–1961  | Philosoph und Phänomenologe                                        | Division 52                                      |
| Mérode        | 1875–1966  | Tänzerin                                                           | Division 90                                      |
| Messier       | 1730–1817  | Astronom                                                           | Division 11                                      |
| Mezzrow       | 1899–1972  | US-amerikanischer Jazzmusiker                                      | Kolumbarium, Nr. 14572                           |
| Michelet      | 1798–1874  | Historiker                                                         | Division 52 (1876 von Hyères hierher umgebettet) |
| Milo          | 1956–2014  | US-amerikanischer Komponist                                        | Division 62                                      |
| Modigliani    | 1884–1920  | Maler und Bildhauer                                                | Division 96                                      |
| Molière       | 1622–1673  | Theater-Schriftsteller                                             | Division 25                                      |
| Molinari      | 1819–1912  | belgischer Ökonom                                                  | Division 29                                      |
| Monfort       | 1923–1991  | Schauspielerin                                                     | Division 93                                      |
| Monge         | 1746–1818  | Comte de Pelouse, Mathematiker                                     | 1989 in das Panthéon überführt                   |
| Monselet      | 1825–1888  | Journalist und Schriftsteller                                      | Division 66                                      |
| Montand       | 1921–1991  | Schauspieler                                                       | Division 44                                      |
| Moreau        | 1804–1884  | Arzt und Psychiater                                                | Division 3                                       |
| Morlot        | 1766–1809  | General der Infanterie                                             | Division 59                                      |
| Morny         | 1811–1865  | Unternehmer, Politiker und Kunstsammler, Halbbruder Napoleons III. | Division 54                                      |
| Morrison      | 1943–1971  | US-amerikanischer Sänger (The Doors) und Poet                      | Division 6                                       |
| Moulin        | 1899–1943  | Widerstandskämpfer (Résistance)                                    | am 19. Dezember 1964 in das Panthéon überführt   |
| Mouloudji     | 1922–1994  | Schauspieler und Chansonnier                                       | Division 42                                      |
| Mourlot       | 1906–1983  | Maler                                                              |                                                  |
| Moustaki      | 1934–2013  | Sänger, Komponist, Lyriker                                         | Division 95                                      |
| Murat         | 1767–1815  | Marschall von Frankreich und König von Neapel                      | Division 39                                      |
| Musset        | 1810–1857  | Schriftsteller                                                     | Division 4                                       |

### N
| Name     | Lebenszeit | Bedeutung                                         | Grabstelle  |
| -------- | ---------- | ------------------------------------------------- | ----------- |
| Nansouty | 1768–1815  | General der Kavallerie                            | Division 27 |
| Negrín   | 1891–1956  | spanischer Politiker                              | Division 88 |
| Neigre   | 1774–1847  | General der Artillerie                            | Division 56 |
| Nerval   | 1808–1855  | Dichter                                           | Division 49 |
| Ney      | 1769–1815  | Marschall von Frankreich                          | Division 29 |
| Niemiec  | 1953–2012  | polnischer Dichter, Schriftsteller und Übersetzer | Kolumbarium |
| Noailles | 1876–1933  | Schriftstellerin                                  | Division 28 |
| Noir     | 1848–1870  | Journalist                                        | Division 92 |

### O
| Name    | Lebenszeit | Bedeutung                                       | Grabstelle  |
| ------- | ---------- | ----------------------------------------------- | ----------- |
| Ogier   | 1958–1984  | Schauspielerin                                  | Division 52 |
| Oliver  | 1909–1990  | Koch                                            | Division 65 |
| Olry    | 1833–1901  | Kaufmann und Politiker                          | Division 69 |
| Overney | 1948–1972  | französischer Arbeiter                          | Division 59 |
| Ophüls  | 1902–1957  | deutscher Film-, Theater- und Hörspielregisseur | Urnenwand   |
| Ouvrard | 1770–1846  | Großkaufmann, Bankier und Börsenspekulant       | Division 20 |
| Ozanian | 1865–1927  | General, armenischer Nationalheld               | Division 94 |

### P

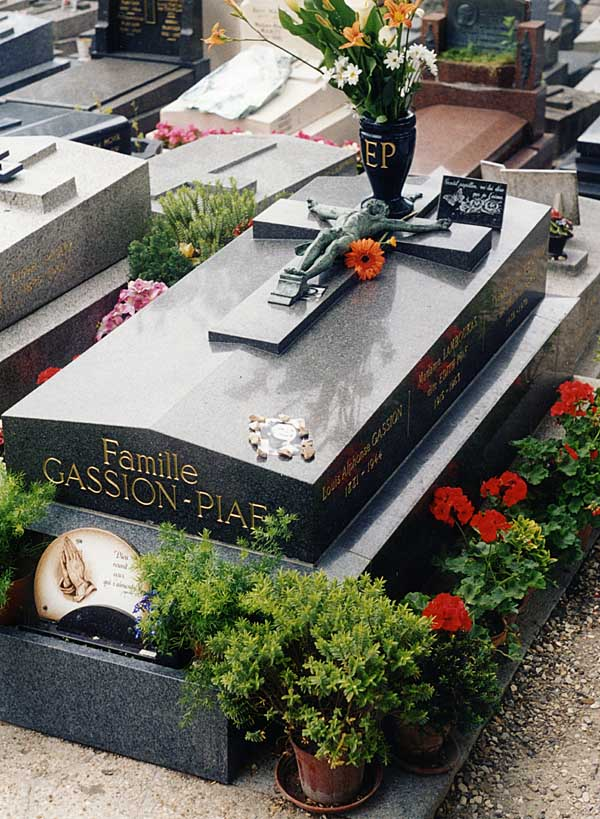
Édith Piafs Grab

| Name                  | Lebenszeit | Bedeutung                                          | Grabstelle           |
| --------------------- | ---------- | -------------------------------------------------- | -------------------- |
| Paccard               | 1813–1867  | Architekt                                          | Division 22          |
| Pacthod               | 1764–1830  | General der Infanterie                             | Division 40          |
| Pascal                | 1953–1996  | Schauspielerin und Regisseurin                     | Division 8           |
| Patti                 | 1843–1919  | spanische Opernsängerin                            | Division 4           |
| Pelletier             | 1771–1854  | General und Politiker                              | Division 24          |
| Percy                 | 1754–1825  | Chirurg und Militärarzt                            | Division 18          |
| Perec                 | 1936–1982  | Schriftsteller                                     | Kolumbarium, Nr. 382 |
| Périer                | 1777–1832  | Politiker                                          | Division 13          |
| Perrin gen. Victor    | 1764–1841  | Marschall von Frankreich                           | Division 17          |
| Petrucciani           | 1962–1999  | Pianist                                            | Division 11          |
| Peugeot               | 1849–1915  | Unternehmer                                        | Division 95          |
| Piaf                  | 1915–1963  | Sängerin                                           | Division 97, Nr. 71  |
| Picard                | 1821–1877  | Politiker                                          | Division 8           |
| Pierné                | 1863–1937  | Komponist                                          | Division 13          |
| Pieyre de Mandiargues | 1909–1991  | Schriftsteller                                     | Division 35          |
| Pineau                | 1904–1995  | Widerstandskämpfer und Politiker                   | Division 97          |
| Pissarro              | 1830–1903  | Maler                                              | Division 7           |
| Pleyel                | 1757–1831  | Komponist und Klavierbauer                         | Division 13          |
| Ponnelle              | 1932–1988  | Regisseur für Oper und Theater, Bühnenbildner      | Division 49          |
| Popescu               | 1894–1993  | Theater- und Filmschauspielerin, Theaterdirektorin | Division 85          |
| Pothuau               | 1815–1882  | Admiral und Politiker                              | Division 14          |
| Pottier               | 1816–1887  | Dichter und Revolutionär                           | Division 95          |
| Poulain               | 1851–1921  | Kommunardin                                        | Division 41          |
| Poulenc               | 1899–1963  | Komponist                                          | Division 5, Nr. 28   |
| Prażmowski            | 1821–1885  | polnischer Astronom und Mechaniker                 | Division 41          |
| Proust                | 1871–1922  | Schriftsteller                                     | Division 85          |
| Prudhomme             | 1839–1907  | Schriftsteller, Literaturnobelpreisträger          | Division 44          |

### R
| Name                | Lebenszeit | Bedeutung                                                                                       | Grabstelle                                                                                          |
| ------------------- | ---------- | ----------------------------------------------------------------------------------------------- | --------------------------------------------------------------------------------------------------- |
| Radiguet            | 1903–1923  | Schriftsteller                                                                                  | Division 56                                                                                         |
| Rafaëlli            | 1850–1924  | Maler                                                                                           | Division 23                                                                                         |
| Reille              | 1775–1860  | General                                                                                         | Division 28                                                                                         |
| Revel               | 1922–1983  | Maler und Kupferstecher                                                                         | Kolumbarium, Nr. 14057                                                                              |
| Riesener            | 1734–1806  | deutschstämmiger Möbelkünstler                                                                  | Gedenkstein                                                                                         |
| Roche               | 1850–1917  | Politiker                                                                                       | Division 85                                                                                         |
| Rodenbach           | 1855–1898  | Schriftsteller des Symbolismus                                                                  | Division 15                                                                                         |
| Roederer            | 1754–1835  | Staatsmann und Publizist, Minister im Königreich Neapel und für das Großherzogtum Berg          | Division 4                                                                                          |
| Rogniat             | 1776–1840  | General der Pioniere                                                                            | Division 50                                                                                         |
| Rossini             | 1792–1868  | Komponist                                                                                       | Division 4 – seine sterblichen Überreste wurden 1887 in die Kirche Santa Croce in Florenz überführt |
| Rothschild-Ephrussi | 1864–1934  | Enkelin von James de Rothschild, dem Begründer des französischen Zweiges der Rothschild Familie | Division 7                                                                                          |
| Roussel             | 1877–1933  | Schriftsteller                                                                                  | Division 89                                                                                         |
| Albert Roussin      | 1821–1896  | Marineoffizier, Minister                                                                        | Division 45                                                                                         |

### S

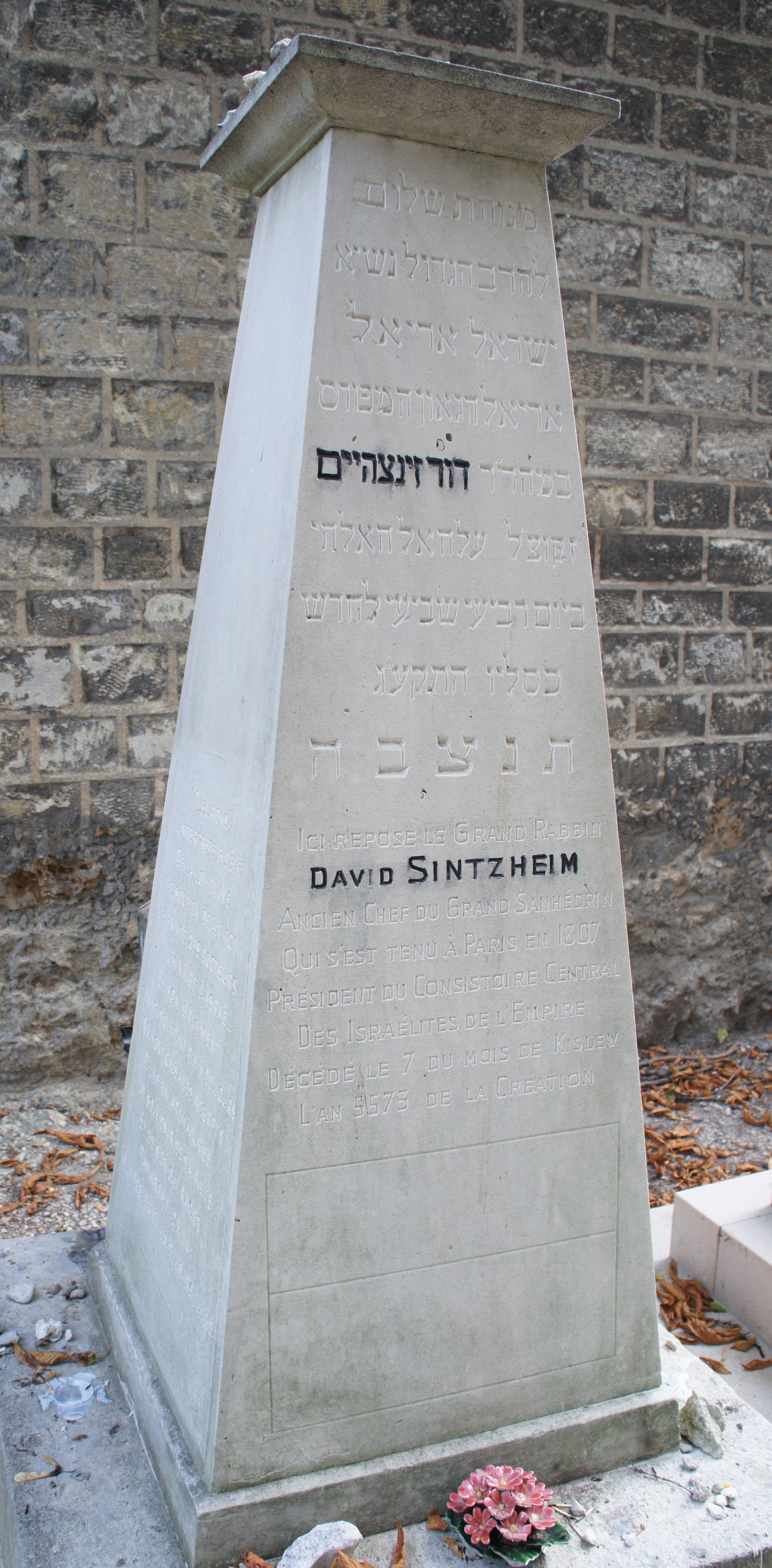
Grab von David Sintzheim

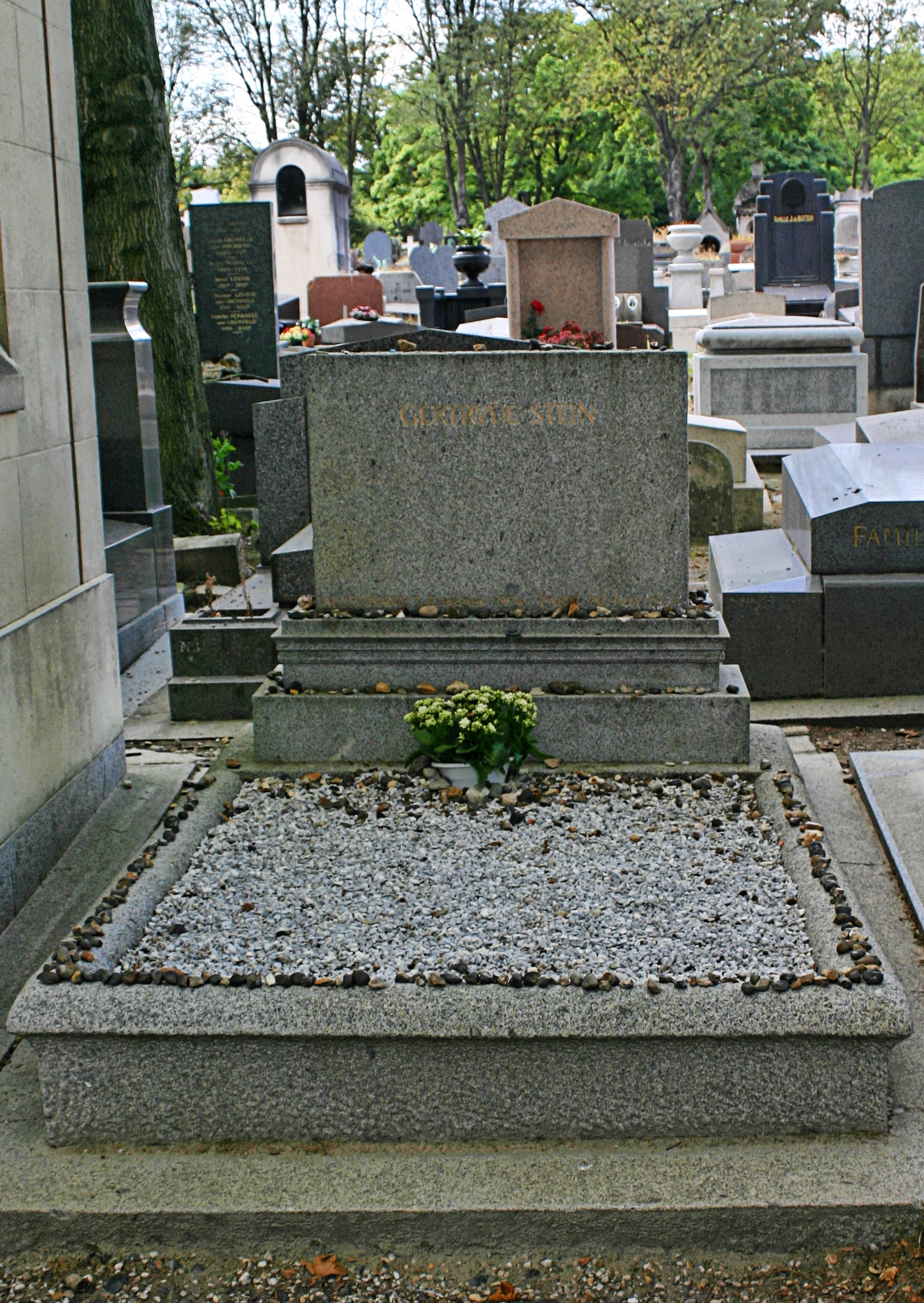
Grab von Gertrude Stein

| Name          | Lebenszeit | Bedeutung                                                             | Grabstelle                                            |
| ------------- | ---------- | --------------------------------------------------------------------- | ----------------------------------------------------- |
| Saedi         | 1936–1985  | iranischer Schriftsteller                                             | Division 85                                           |
| Saint-Exupéry | 1901–1979  | Künstlerin, Muse und dritte Ehefrau des Autors von Der kleine Prinz   | Division 89                                           |
| Salvador      | 1917–2008  | Musiker                                                               | Division 97                                           |
| Savary        | 1942–2013  | Regisseur und Schauspieler                                            | Division 87                                           |
| Schmitt       | 1821–1900  | Komponist und Organist                                                | Division 91                                           |
| Schreiterer   | 1925–2008  | deutscher Diplomat                                                    | Division 1                                            |
| Schlabrendorf | 1750–1824  | Weltbürger, Schriftsteller, Sympathisant der Französischen Revolution | Division 27; um 2000 wurde die Grabstelle aufgelassen |
| Sérurier      | 1775–1860  | General und Diplomat                                                  | Division 73                                           |
| Seurat        | 1859–1891  | Maler                                                                 | Division 66                                           |
| Signac        | 1863–1935  | Maler und Grafiker                                                    | Division 67                                           |
| Signoret      | 1921–1985  | Schauspielerin                                                        | Division 44                                           |
| Silberman     | 1917–2003  | Filmproduzent                                                         |                                                       |
| Sinding       | 1846–1922  | dänisch-norwegischer Bildhauer                                        | Division 82                                           |
| Sinzheim      | 1745–1812  | Rabbiner, 1807 Vorsitzender Großen Sanhedrin                          | Division 7                                            |
| Soboul        | 1914–1982  | Historiker und Kommunist                                              | Division 97                                           |
| Soulié        | 1800–1847  | Journalist und Schriftsteller                                         | Division 48                                           |
| Stein         | 1874–1946  | US-amerikanische Schriftstellerin                                     | Division 94                                           |
| Stroganowa    | 1779–1818  | russische Aristokratin                                                | Division 19                                           |

### T

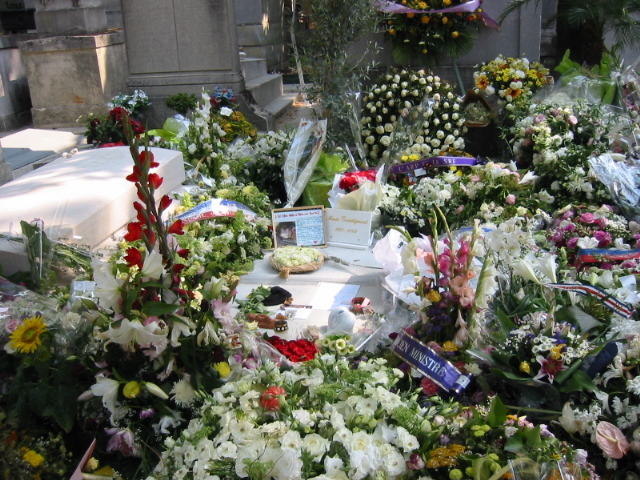
Beisetzung Marie Trintignants

| Name        | Lebenszeit | Bedeutung                                    | Grabstelle               |
| ----------- | ---------- | -------------------------------------------- | ------------------------ |
| Tallien     | 1767–1820  | Journalist und Revolutionär                  | Division 10              |
| Taro        | 1910–1937  | Fotografin                                   | Division 97              |
| Théry       | 1879–1909  | Rennfahrer                                   | Division 91              |
| Thiers      | 1797–1877  | Historiker, Journalist, Politiker            | Division 55              |
| Titsingh    | 1745–1812  | Chirurg, Gelehrter, Kaufmann und Botschafter | Division 39              |
| Toklas      | 1877–1967  | amerikanische Schriftstellerin               | Division 94              |
| Tourneur    | 1876–1961  | Filmregisseur                                | Division 71              |
| Trintignant | 1962–2003  | Schauspielerin                               | Division 45              |
| Truguet     | 1752–1839  | Admiral und Politiker                        | Division 40              |
| Trujillo    | 1891–1961  | Diktator der Dominikanischen Republik        | Division 85, Grabkapelle |

### V
| Name     | Lebenszeit | Bedeutung                             | Grabstelle  |
| -------- | ---------- | ------------------------------------- | ----------- |
| Vallès   | 1809–1885  | Journalist und Schriftsteller         | Division 66 |
| Vallot   | 1854–1925  | Privatgelehrter                       | Division 36 |
| Vangelis | 1943–2022  | griechischer Musiker und Komponist    |             |
| Vasserot | 1771–1840  | General der Artillerie und Infanterie | Division 8  |
| Vedel    | 1773–1848  | Général de division                   | Division 39 |
| Viard    | 1948–2005  | Filmeditorin                          |             |
| Vibert   | 1840–1902  | Maler                                 | Division 4  |
| Vignolle | 1763–1824  | General und Politiker                 | Division 39 |
| Vincent  | 1746–1816  | Maler                                 | Division 11 |
| Visconti | 1791–1853  | Architekt                             | Division 4  |

### W
| Name      | Lebenszeit | Bedeutung                                                       | Grabstelle             |
| --------- | ---------- | --------------------------------------------------------------- | ---------------------- |
| Weill     | 1814–1889  | Oberrabbiner von Algier                                         | Division 96            |
| Wendel    | 1884–1936  | deutscher Politiker und Schriftsteller                          |                        |
| Weßbecher | 1950–1997  | deutscher Maler, Objekt- und Environment-Künstler und Bildhauer | Division 87, Nr. 20206 |
| Wiiralt   | 1898–1954  | estnischer Graphiker                                            | Division 88            |
| Wilde     | 1854–1900  | irischer Schriftsteller und Dramatiker                          | Division 89, Nr. 83    |
| Wols      | 1913–1951  | deutscher Maler                                                 | Kolumbarium            |
| Wright    | 1908–1960  | amerikanischer Schriftsteller                                   | Kolumbarium, Nr. 848   |

### Y
| Name | Lebenszeit | Bedeutung           | Grabstelle  |
| ---- | ---------- | ------------------- | ----------- |
| Yon  | 1841–1897  | Maler und Lithograf | Division 16 |

### Z
| Name              | Lebenszeit | Bedeutung                                                     | Grabstelle  |
| ----------------- | ---------- | ------------------------------------------------------------- | ----------- |
| Zach              | 1754–1832  | Astronom                                                      | Division 29 |
| Zuckerkandl-Szeps | 1864–1945  | österreichische Schriftstellerin, Journalistin und Kritikerin | Kolumbarium |
| Zürn              | 1916–1970  | deutsche Autorin und Zeichnerin                               | Division 9  |

## Dokumentarfilme
- Der ewige Garten – Der Friedhof Père Lachaise in Paris. (OT: Éternel jardin – Le cimetière du Père-Lachaise.) Dokumentarfilm, Frankreich, 2018, 43:12 Min., Buch und Regie: Christophe d'Yvoire und Auguste Viatte, Produktion: Camera Lucida Productions, arte France, Erstsendung: 1. November 2018 bei arte, Inhaltsangabe von ARD.
- Forever – Der Friedhof Père Lachaise. Dokumentarfilm, Niederlande, 2006, 95 Min., Buch: Ester Gould, Heddy Honigmann, Judith Vreriks, Regie: Heddy Honigmann, Produktion: Icarus Films, arte u. a., Erstsendung: 22. Oktober 2009 bei arte von 22:45 bis 0:20 Uhr, Inhaltsangabe von ARD, Vorschau.
- … und in der Stille des Todes: Das Leben. Der Pariser Friedhof Père Lachaise und sein Quartier. Dokumentarfilm, Deutschland, 1994, 43:30 Min., Buch und Regie: Evelyn Schels, Inhaltsangabe von ARD.

### Der Friedhof als religiöses und kulturelles Erbe
- Elysabeth Merx (Text), Gert Frost (Photos): Der Père-Lachaise. Edition Silberblick, Berlin 1983, ISBN 3-9800489-2-6.
- Peter Stephan: Des Lebens Dernier Cri. Ein Lauf- und Lesebuch über Pariser Friedhöfe. Elster, Bühl-Moos 1985, ISBN 3-89151-021-7, S. 113–219.
- Hans-Eberhard Lex: Zum Sterben schön. Pariser Friedhöfe. Rasch und Röhring, Hamburg u. a. 1986, ISBN 3-89136-103-3, S. 39–115.
- Judi Culbertson, Tom Randall: Permanent Parisians. An Illustrated Guide to the Cemeteries of Paris. Robson, London 1991, ISBN 0-86051-734-9, S. 7–91.
- Anna Gruber, Bettina Schäfer: Spaziergänge über den Père Lachaise in Paris. Arche, Zürich u. a. 1995, ISBN 3-7160-2200-4.
- Paul Bauer: Deux siècles d’histoire au Père Lachaise. Mémoire & Documents, Versailles 2006, ISBN 2-914611-48-X.

### Die Biodiversität auf dem Friedhof
- Benoît Gallot: La vie secrète d’un cimetière. Éditions Les Arènes, Paris 2022, ISBN 979-10-375-0732-7.

### Zeitdokumente
- J. Hirtenfeld: Militär-Zeitung. Band 11, Wien 1858, S. 229–231.